# Haremhab
Haremhab (auch Horemheb) war ein altägyptischer König (Pharao) der 18. Dynastie (Neues Reich), der von etwa 1319 oder 1305 bis 1292 v. Chr. (Helck: 1305–1292, Krauss: 1319–1292, Schneider: 1305 [1319] – 1292) regierte.

## Herkunft

### Abstammung und Tätigkeiten
Haremhabs Heimat ist der Ort Hut-nesu im 18. oberägyptischen Falkengau. Sein Name ist in Anlehnung an den dortigen Lokalgott Horus begründet. Die Eltern von Haremhab sind unbekannt.
Der Lebenslauf Haremhabs ist nicht lückenlos belegt. Es wird vermutet, dass er bereits unter Amenophis III. seine militärische Karriere begann. Schneider geht davon aus, dass sie unter Echnaton begann, unter dessen Herrschaft er aber nicht eindeutig fassbar ist. Das unvollendete Grab Nr. 24 in Amarna wird einer Person namens Pa-Aton-em-hab zugeordnet, und so hält beispielsweise Christine El-Mahdy es für hypothetisch möglich, dies könnte der Name sein, den Haremhab während Echnatons Regierungszeit trug.
Zusammen mit Eje war er zu Beginn von Tutanchamuns Regierungszeit für den Umzug der Regierung von Achet-Aton nach Memphis verantwortlich, dies sicher auch wegen der bedrohlichen außenpolitischen Situation und zur Vermeidung unnötiger Spannungen mit der Amun-Priesterschaft in Theben. In Sakkara ließ er sich ein großes Grab anlegen, in dem seine erste Frau Amenia bereits zu Beginn der Regentschaft Tutanchamuns bestattet wurde. Auf den dortigen Reliefs wird seine hohe Stellung betont.
Haremhabs zweite Frau und spätere Königin wurde beispielsweise von Walther Wolf sowie Erik Hornung lange Zeit für eine Schwester der Nofretete namens Mutnedjmet gehalten, die damit das Bindeglied zu seinen Vorgängern herstellte und die Legitimation der Herrschaft garantierte. Gegen diese Theorie wenden sich Wolfgang Helck, Rolf Krauss, Jürgen von Beckerath und weitere Ägyptologen, die den Namen der Schwester Nofretetes Mutbelet lesen, eine Verbindung von Mudnedjmet zum Königshaus ablehnen und ihre Herkunft für bürgerlich halten. Diese alternative Lesung des Namens der Schwester von Nofretete ist in der Forschung jedoch nicht unwidersprochen, so dass Mutnedjmet in der Tat die Schwester einer Königin gewesen sein könnte und Haremhab somit mit dem Königshaus der 18. Dynastie verwandt wäre.

### Oberbefehlshaber des Heeres
Haremhab tritt in der ägyptischen Geschichte in erster Linie zusammen mit Tutanchamun auf und ist zu dieser Zeit mit umfangreichen Machtbefugnissen versehen. Er ist „Stellvertreter des Königs an der Spitze der Beiden Länder“, Oberbefehlshaber des Heeres, „oberster Mund des Landes“, Erbfürst (Iripat) und Obervermögensverwalter. In diesen Positionen führt er faktisch zusammen mit Eje II. die Geschicke Ägyptens für den heranwachsenden Tutanchamun.

## Als König

### Haremhabs Krönung
Haremhabs eventuelles, aber strittiges Krönungsjahr 1319 v. Chr. ist bezüglich des Sothis-Zyklusdatums bemerkenswert, da in dem Jahr am 6. Juligreg. nach 1458 Jahren in Memphis der heliakische Aufgang des Sirius wieder erstmals in der zwölften Nachtstunde des fünften Tages der Heriu-renpet stattfand. Etwa eine Stunde später begannen die Opferriten als Bestandteil des Sothis-Festes, das mit Sonnenaufgang das neue Jahr und damit den 1. Achet I markierte. Dieses besondere Ereignis, das im Durchschnitt nur etwa alle 1456 Jahre auf den Neujahrstag des altägyptischen Verwaltungskalenders fällt, feierten die Altägypter letztmals in Elephantine in den Jahren 2748 bis 2745 v. Chr.
Da Haremhab auf keine offizielle Designation seines Vorgängers verweisen konnte und eine Krönung nur aufgrund einer göttlichen Abstammung vorgenommen wurde, erklärte Haremhab seinen persönlichen Schutz- und Lokalgott Horus in der Erscheinungsform als Neb-hut-nesu („Herr von Hut-nesu“) zu seinem Vater und sich selbst zum einzigen Sohn des Neb-hut-nesu:

„Horus, Neb-hut-nesu, ist mein leiblicher Vater, der mich schuf. Er kannte den Tag, an dem Amun zustimmen wird, ihm sein Königtum zu geben. Haremhabs Gott Horus, Neb-hut-nesu, erhob ihn als seinen Sohn vor der Menschheit, da er wünschte, seinen Schritt zu weiten, bis der Tag kommt, an dem er sein Amt empfängt.“

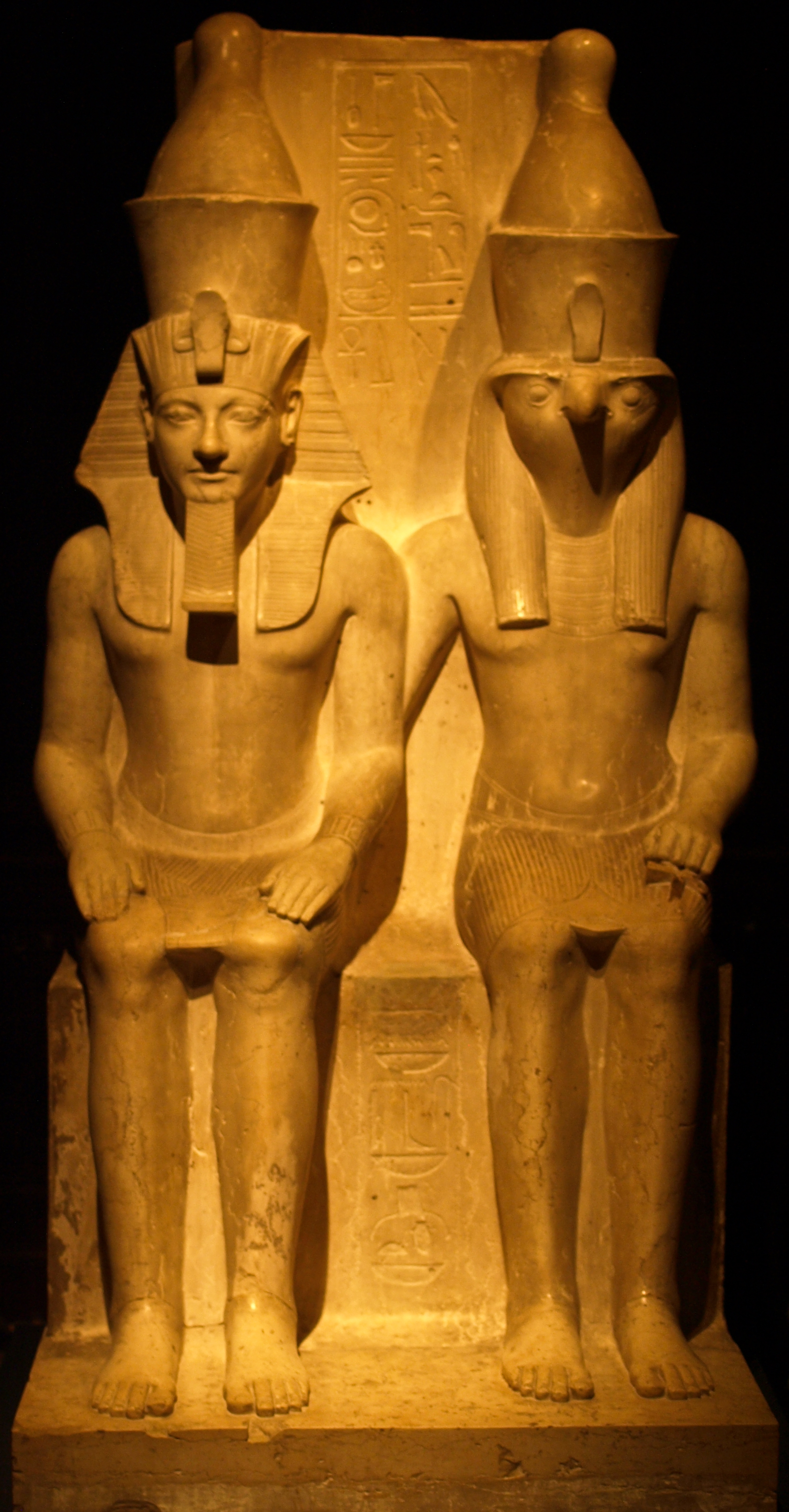
Statuengruppe des Gottes Horus und des Königs Haremhab im Kunsthistorischen Museum in Wien

Mit dieser nachträglich erklärten göttlichen Sohnschaft trat Haremhab zur offiziellen Befragung des Amun die Reise nach Karnak an, um sich zu Beginn des Opet-Festes nach der Zustimmung durch Amun am 15. Achet II (19. Augustgreg. 1319 v. Chr.) zum neuen Herrscher krönen zu lassen. In diesem Zusammenhang ist sein Rückgriff auf Hatschepsuts Bericht der göttlichen Abstammung bei ihrer Krönung bemerkenswert, zumal in der altägyptischen Geschichte eine Designation durch die von Hatschepsut und Haremhab vollzogene Orakelbefragung zwei Einzelfälle darstellten.
Zudem ließ Haremhab drei Statuengruppen herstellen, die ihn jeweils zusammen mit einer Gottheit zeigen: Die erste befindet sich heute in Turin und zeigt ihn mit Amun, die zweite in London mit Amun-Kamutef und die dritte in Wien mit Horus. Amun ist der Gott, der Haremhabs Krönung bestätigt hat; aber „sein Vater Horus“ war es, der ihn zum Pharao erwählt hat. Ihm zu Ehren wurde die (sog.) Wiener Statuengruppe geschaffen.

### Regierung
Haremhab folgte Eje nach dessen Tod auf den Königsthron. Die Dauer der Regentschaft ist umstritten: Wolfgang Helck nennt dafür zwölf Jahre und drei Monate, Rolf Krauss dagegen 27 Jahre. Offensichtlich wurden zwei Jahreszählungen vorgenommen: Die eigentliche Regierungszeit Haremhabs sowie die Fortführung unter Einschluss der Regierungszeiten der verfemten Könige Echnaton – Semenchkare – Tutanchamun – Eje. Unter Berücksichtigung dieser Könige ergibt sich bei einer Dauer von 27 Jahren das belegte 58. Herrscherjahr.
Per Dekret verordnet Haremhab die Versorgung und Erneuerung der Tempelanlagen und ordnet Opferstiftungen an. Auch durch den Erlass zahlreicher neuer Gesetze versucht der König, wirtschaftliche und soziale Missstände zu beseitigen.
Aus Untersuchungen des Sakkaragrabes Haremhabs geht hervor, dass sich Mutnedjmet bei ihrem Tod in einem schlechten Gesundheitszustand befand und im Alter von etwa 45 Jahren wahrscheinlich an den Folgen einer Fehlgeburt in Haremhabs 13. Regierungsjahr starb.

### Außenpolitik
In der Regierungszeit von Haremhab ist seine außenpolitische Situation fast nur durch hethitische Quellen bekannt. Die zeitliche Abfolge seiner Feldzüge ist umstritten, und es ist unsicher, welche in die Regierungszeit Haremhabs fallen. Möglicherweise auch wegen einer weiterhin in Kleinasien tobenden – bereits bei einem Feldzug Šuppiluliumas I. gegen ägyptische Vasallen eingeschleppten – „Pest“-Epidemie (siehe auch Pestgebete des Muršili) wurde Ägypten von weiteren hethitischen Einfällen im syrisch-kanaanitischen Raum verschont.

#### Die Steinschale des Sen-nefer
Die vermutlich in Memphis gefundene flache gesprenkelte Granitschale tauchte erstmals 1973 im Handel auf und ist seit Generationen in der Familie eines ungenannten Eigentümers. Haremhab, der sich in den ersten zehn Jahren seiner Regierung dem Auf- und Ausbau Ägyptens widmete, unternahm in seinem 16. Regierungsjahr den ersten asiatischen Feldzug, der ihn über Byblos in die Region Karkemisch führte. Der königliche Stallmeister Sen-nefer rief in diesem Zusammenhang in seinem Gebet für sich selbst die vier westsemitischen Götter Astarte, Anat, Reschef und Qudšu an.

#### Inhalt und Datierung
„Regierungsjahr 16 des Haremhab, des Herrschers, zur Zeit seines ersten Siegeszuges von Byblos (Kpnj) bis zum Land des elenden Häuptlings von Karkemisch (Q-r-q-m-s3). Ein Opfer, das der König gebe; ein Opfer, das Ptah gebe, und Astarte ('-s-tj-r-t), die Herrin des Himmels, und Anat ('-n-tj-j-t), die Tochter des Ptah, und Reschpu (R-š-p-w), der Herr des Himmels, und Qudšu (Q-d-š), die Herrin der Sterne des Himmels.“

Die Angabe des Kriegszuges von Haremhab, der ihn speziell in die Region Karkemisch führte, könnte mit Angaben in den Annalen des hethitischen Königs Muršili II. in Verbindung gebracht werden. Demnach fand wahrscheinlich in Muršilis siebtem Regierungsjahr (auch das 9. Regierungsjahr wird vertreten) ein Aufstand in Kinza statt, den Ägypten unterstützte und dem sich wahrscheinlich auch Tette, ein Herrscher von Nuḫašše, anschloss, der Ägypten um Unterstützung bat. Bezöge sich die Steinschale auf diese Erhebung nordsyrischer Vasallen, würde sich für die Chronologie daraus die Gleichsetzung von Haremhabs 16. Regierungsjahr mit dem siebten Regierungsjahr Muršilis ergeben, dessen Thronbesteigung demnach im 9. oder 10. Regierungsjahr Haremhabs gewesen wäre. In einem Gebet Muršilis (CTH 70 = KBo 14.4) wird ein Omen des Sonnengotts zu Beginn seines 10. Regierungsjahr erwähnt, das zumeist als die Beobachtung einer Sonnenfinsternis interpretiert wird.
Die Erwähnung des oft als Sonnenfinsternis interpretierten Omens führte zu den unterschiedlichsten Datierungsansätzen unter den Ägyptologen und Altorientalisten. Ursula Kaplony-Heckel, Edward Wente, Eduard Meyer, Emil Forrer, Friedrich Cornelius und Donald Redford verweisen in ihren Chronologien auf Berücksichtigung der möglichen Sonnenfinsternisse. Während früher vorgeschlagene Sonnenfinsternisse von 1340 und 1335 v. Chr. heute kaum noch Beachtung finden, da der Regierungsantritt Muršilis in dem Fall viel zu früh erscheint, wird heute von den meisten Altorientalisten der totalen Sonnenfinsternis vom 24. Juni 1312 v. Chr. der Vorzug gegeben, so dass der Regierungsbeginn Muršilis meist auf 1322/21 v. Chr. datiert wird. Einige Autoren setzen die Thronbesteigung wenige Jahre später an. Eine Sonnenfinsternis am 13. April 1308 v. Chr. bei Sonnenaufgang, die vorgeschlagen wurde und einen Regierungsbeginn 1318/17 v. Chr. bedeuten würde, war nach neueren Erkenntnissen über Nordanatolien nicht wahrnehmbar.
Einem schon lange bekannten, in der hethitischen Hauptstadt Ḫattuša entdeckten Brief (KUB 19.15) konnte man durch die Zuordnung neuer Fragmente (KBo 50.24) wichtige neue Informationen entnehmen. Demnach verlangte Muršili II. von Ägypten die Auslieferung von Tette, einem Herrscher des nordsyrischen Kleinstaats Nuḫašše, der bei einem Aufstand, der offenbar zeitgleich mit der Rebellion von Karkemiš im siebten Regierungsjahr des Muršili erfolgte, um ägyptische Hilfe gebeten hatte. Der Ansprechpartner auf ägyptischer Seite wird Arma’a genannt, der in der Forschung mit Haremhab gleichgesetzt wird. Arma’a wird aber weder als (Groß)könig tituliert, noch nennt man seinen Thronnamen, wie es damals bei offiziellen Korrespondenzen üblich gewesen wäre. Das führte zu dem Schluss, dass Haremhab damals (im siebten Jahr des Muršili) noch nicht Pharao von Ägypten war, sondern ein hoher General oder Stellvertreter des amtierenden ägyptischen Herrschers.
Einige Historiker berücksichtigen weder die Informationen der Steinschale noch das Omen im 10. Jahr des Muršili, da nicht gesichert ist, ob es tatsächlich als Sonnenfinsternis zu interpretieren ist. Daher gibt es divergierende Angaben für die Regierungszeit Haremhabs und auch für die Regierungszeit des Muršili, die zu keiner der in Frage kommenden Sonnenfinsternisse passen.

### Bautätigkeit

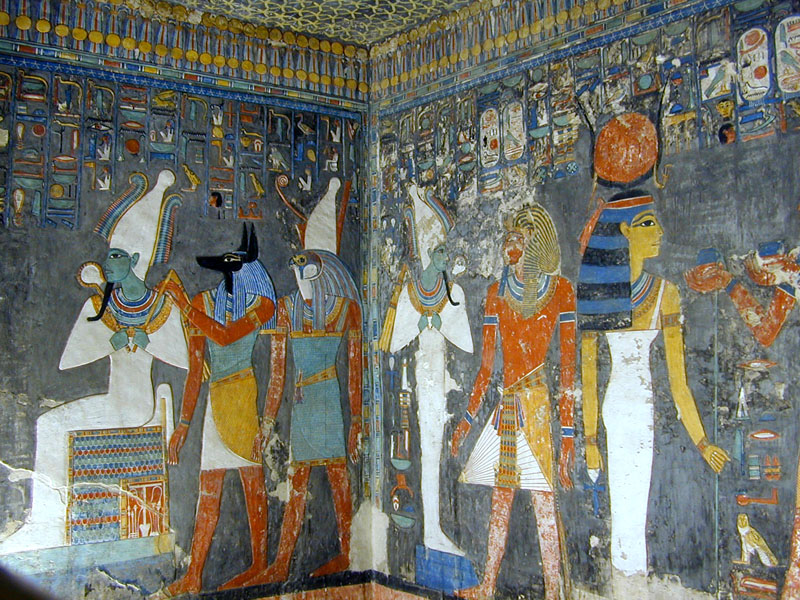
Wanddekoration im Felsengrab des Königs Haremhab (KV57)

Für seine Bautätigkeit gibt es zahlreiche Belege. So ließ er Echnatons Sonnentempel schleifen und verwendete die Talatat-Steine als Füllmaterial für neue Pylonen des Karnak-Tempels. An der Mittelkolonnade des großen Säulensaals, einst von Amenophis III. begonnen, wurde weiter gebaut, und am Luxor-Tempel wurde die Kolonnade vollendet. Haremhab ließ einen Felsentempel in Dschabal as-Silsila und einen weiteren am Gebel Adda bauen. Auch in Sakkara und Memphis gibt es Zeugnisse seiner Bautätigkeit. Ejes Totentempel in Medinet Habu wurde von ihm usurpiert und erweitert.
Haremhabs zweite Frau Mutnedjmet/Mutbelet starb bereits zu Anfang seiner Regentschaft. Der König beauftragte seinen Bauleiter Maja mit der Bestattung in Sakkara. Er selbst ließ sich im Tal der Könige sein Felsengrab (KV57) anlegen.